# 凯琳·布朗
凯琳·布朗（英語：Kaylyn Brown，2004年12月31日—），美国女子田径运动员，2022年世界U20田径锦标赛混合4×400米接力金牌得主、2024年夏季奥林匹克运动会混合4×400米接力银牌得主。